# Valdas Skarbalius
Valdas Skarbalius (ur. 16 sierpnia 1983 w Kownie) – litewski polityk. Poseł na Sejm Republiki Litewskiej.
W 2005 ukończył Kowieński Uniwersytet Biznesu na kierunku menadżerskim. W latach 2002–2003 pracował na stanowisku menadżera w firmie UAB "Sonex kompiuteriai". W latach 2003–2004 był konsultantem w UAB "VP Market". W 2004 pracował jako sprzedawca w JSC "Elektromarkt". Również w 2004 roku został sekretarzem Litewskiej Partii Pracy. Od 2005 do 2008 działał jako sekretarz Partii Pracy w okręgach: Kowno, Mariampol, Alytus, Poniewież. Od 2008 do 2012 roku był asystentem członka sejmu Vytautasa Gapšysa.
W 2012 przyjął propozycję kandydowania do Sejmu z ramienia Partii Pracy (Litwa) W wyborach w 2012 uzyskał mandat posła na Sejm Republiki Litewskiej.